# Mozambik na igrzyskach Wspólnoty Narodów
Mozambik zadebiutował na igrzyskach Wspólnoty Narodów w 1998 roku na igrzyskach w Kuala Lumpur (Malezja) i od tamtej pory uczestniczył we wszystkich organizowanych zawodach. 13 listopada 1995 roku został pierwszym krajem, który nie będąc częścią imperium brytyjskiego, został członkiem Wspólnoty Narodów, uzyskując w ten sposób prawo do startu na igrzyskach.

## Klasyfikacja medalowa
| Igrzyska          | Złoto | Srebro | Brąz | Razem |
| ----------------- | ----- | ------ | ---- | ----- |
| 1998 Kuala Lumpur | 1     | 1      | 0    | 2     |
| 2002 Manchester   | 1     | 0      | 0    | 1     |
| 2006 Melbourne    | 0     | 0      | 1    | 1     |
| 2010 Nowe Delhi   | 0     | 0      | 0    | 0     |
| Razem             | 2     | 1      | 1    | 4     |

### Według dyscyplin
| Dyscyplina    | Złoto | Srebro | Brąz | Razem |
| ------------- | ----- | ------ | ---- | ----- |
| Lekkoatletyka | 2     | 1      | 1    | 4     |
| Razem         | 2     | 1      | 1    | 4     |